# Deutsches Meisterschaftsrudern 1961
Das 72. Deutsche Meisterschaftsrudern wurde 1961 in Hannover ausgetragen. Wie bereits im Vorjahr wurden insgesamt Medaillen in 16 Bootsklassen vergeben. Davon 12 bei den Männern und 4 bei den Frauen.

## Medaillengewinner

### Männer
| Bootsklasse                           | Gold | Silber | Bronze |
| ------------------------------------- | --- | --- | --- |
| Einer                                 | Karl-Heinrich von Groddeck (Ratzeburger RC) | Hans-Georg Scheben (WSV Godesberg) | Jochen Schüßler (Schweinfurter RC Franken) |
| Doppelzweier                          | Rgm. ATV Ditmarsia Kiel / Ratzeburger RC Klaus Bittner Karl-Heinrich von Groddeck                                                                                            | Mannheimer RG Baden von 1880 Claus Schäfer Horst Hackl | Deutscher Ruder-Club von 1884 Edgar Heidorn Wolfgang Montag |
| Zweier ohne Steuermann                | RV Neptun Konstanz Günther Zumkeller Dieter Bender | Hanauer RC Hassia Klaus Kaiser Tassilo Körner | RK am Baldeneysee Harald Suberg Carlheinz Hoffmann |
| Zweier mit Steuermann                 | RC Nassovia Höchst Wolfgang Neuß Klaus-Günther Jordan Karl-Joachim Wolff (Stm.)                                                                                              | RV Gelsenkirchen Heinz Renneberg Bernhard Knubel Ralf Renneberg (Stm.)                                                                                            | Gießener RG 1877 Jürgen Klein Rolf Beck Bernd Opfermann (Stm.) |
| Vierer ohne Steuermann                | RC Germania Düsseldorf Klaus Wegner Manfred Uellner Klaus Riekemann Günter Schroers                                                                                          | Neusser RV Cornel Mathoul Herbert Kampmann Victor Hendrix Manfred Kluth                                                                                           | WSV Mülheim Klaus Plath Hans-Joachim Beins Gerd Mühlemeier Jürgen Lischewski |
| Vierer mit Steuermann                 | ATV Ditmarsia Kiel Karl-Heinz Hopp Klaus Bittner Kraft Schepke Frank Schepke Reinhold Brümmer (Stm.)                                                                         | Rgm. Bremer RC Hansa / Ratzeburger RC Horst Greßmann Klaus Behrens Georg Niermann Albrecht Wehselau Gerd Jürgenbehring (Stm.)                                     | Lübecker RG von 1885 Peter Heiden Hermann Krützmann Dagobert Thometschek Gerd Wolter Joachim Ansorge (Stm.)                                                                                                |
| Achter                                | Berliner RC Wolfgang Tietenberg Detlef Raatz Joachim Schulz Peter Riff Bernd-Jürgen Marschner Peter Neusel Bernhard Britting Manfred Ross Jürgen Oelke (Stm.)                | Ratzeburger RC Horst Greßmann Hans-Jürgen Wallbrecht Klaus Aeffke Jürgen Plagemann Klaus Behrens Dietrich Rose Ingo Kliefoth Bernd Kruse Bert Voss (Stm.)         | Rgm. Lübecker RG von 1885 / Erster Kieler RC von 1862 Eberhard Tölle Peter Heiden Hermann Krützmann Gerd Wolter Dagobert Thometschek Christian Prey Peter Paustian Wolfgang Raddatz Joachim Ansorge (Stm.) |
| Leichtgewichts-Einer                  | Jost Segebrecht (RG Wetzlar 1880) | Ernst-August Dunkel (WSV Godesberg) | Kraft-Otto Steinle (Tübinger RV Fidelia) |
| Leichtgewichts-Doppelzweier           | RG Wetzlar 1880 Jost Segebrecht Ernst Rühl | Offenbacher RG Undine Ulrich Haindl Kurt Hausladen | ARC Rhenus Bonn / Stuttgart-Cannstatter RC von 1910 Wolfgang Heinicke Siegfried Radandt |
| Leichtgewichts-Vierer ohne Steuermann | RK am Wannsee Peter Zenk Jörg Meyer Volker Reichelt Gerd Kattein | Düsseldorfer RV 1880 Bernd Forssmann Eckart Collet Claus Collet Georg Kersting                                                                                    | Rgm. Würzburger RG Bayern / Würzburger RV von 1875 Harald Wimmer Werner Amrhein Hans Ziegler Udo Branke |
| Leichtgewichts-Vierer mit Steuermann  | Lübecker RG von 1885 Hans-Werner Borgmann Peter Schäper Bernt Borchert Joachim Strehl Wolfgang Scheel (Stm.)                                                                 | Kölner RG 1891 Peter Langendorff Wolfgang Bläser Manfred Schmuckat Rolf Siebert Wolfgang Hasshoff (Stm.)                                                          | Rgm. Limburger RV 1895 / Limburger CfW Walter Zimmer Ewald Wingender Hans-Joachim Martin Helmut Martin Ullrich Dillmann (Stm.)                                                                             |
| Leichtgewichts-Achter                 | Mainzer RV von 1878 Peter Kreusser Herwig Weiße Hans-Günter Dolezilek Gerhard Kirch Dieter Watrin-Göllner Wilfried Plum Alf Stephan Diethard Schmahl Klaus Zientarski (Stm.) | Lübecker RG von 1885 Hans-Werner Borgmann Peter Schäper Wolf-Dieter Giese Peter Starke Paul Syska Uwe Jacobs Bernt Borchert Joachim Strehl Wolfgang Scheel (Stm.) | Rgm. RG Hansa / Der Hamburger und Germania RC Horst König Michael Hoffmann Christian Korta Karl-Heinz Brunke Bernd Wischer Peter Andrich Wilbrand Grevemeyer Werner Christopher Axel Knipper (Stm.)        |

### Frauen
| Bootsklasse                             | Gold | Silber | Bronze |
| --------------------------------------- | --- | --- | --- |
| Einer                                   | Karen Wolf (Brandenburger RK) | Christl Lehnert (Regensburger RV von 1898)                                                                    | Inge Michaelis (Osnabrücker RV)                                                                            |
| Doppelzweier                            | Rgm. Offenbacher RG Undine 1876 / Mainzer RC 1898 Annemarie Vanvor Ingrid Stahl                                                                                         | Kölner RG 1891 Helga Redder Helga Esser                                                                       | RV Emscher Käthe Wlostek Ursula Brämer                                                                     |
| Doppelvierer mit Steuerfrau             | Rgm. Lübecker Frauen-RG von 1907 / Mainzer RC 1898 / Offenbacher RG Undine 1876 Ingeborg Schmidt Ingrid Stahl Annemarie Vanvor Margrit Untermann Gisela Hoffmann (Stf.) | Regensburger RV von 1898 Burgi Hartmann Rosi Steindl Gitti Schmid Bärbel Rademacher Gotelinde Leonhard (Stf.) | Kölner RG 1891 Susanne Kleinmeyer Monika Benzel Helga Redder Helga Esser Käthe Plonien (Stf.)              |
| Doppelvierer Stilrundern mit Steuerfrau | Hamburger RC von 1925 Heidi Fieck Renate Wulff Gerhild Kuchenbecker Brigitta Heinig Rosemarie Leithoff (Stf.)                                                           | PSV Bremen Edith Grabowski Monika Dittrich Ursula Jacobs Inge Schlöndorff Karin Körner (Stf.)                 | Regensburger RV von 1898 Christl Lehnert Hildegard Stadler Heidi Lehnert Liesel Seitz Alice Nicolai (Stf.) |